# Цергімахі
Цергімахі (рос. Церхимахи) — село Акушинського району, Дагестану Росії. Входить до складу муніципального утворення Сільрада Акушинська.
Населення — 492 (2010).

## Населення
За даними перепису населення 2002 року в селі мешкало 416 осіб. У тому числі 219 (52,64 %) чоловіків та 197 (47,36 %) жінок.
Переважна більшість мешканців — даргинці (100 % від усіх мешканців). У селі переважає північнодаргинська мова.